# Aphonomorphus elegans
Aphonomorphus elegans är en insektsart som beskrevs av Lucien Chopard 1956. Aphonomorphus elegans ingår i släktet Aphonomorphus och familjen syrsor. Inga underarter finns listade i Catalogue of Life.